# Vasco Francisco de Melo Parente de Alves Pereira
Vasco Francisco de Melo Parente de Alves Pereira MPSD • MSAH • MPMM, também conhecido como Coronel Vasco Pereira, é um coronel paraquedista português, notório por ter sido porta-voz do Exército Português, chefe do Estado-Maior da Brigada de Reação Rápida e comandante do Regimento de Paraquedistas.
Após ter comandado o Regimento de Paraquedistas, foi interrogado várias vezes em Comissão Parlamentar de Inquérito, no contexto do Caso dos Paióis de Tancos.

## Carreira Militar
Vasco Pereira nasceu em Lisboa, iniciando a sua formação militar na Academia Militar, finda a qual foi promovido ao posto de Alferes. Posteriormente, obteve a qualificação em paraquedismo militar na Base-Escola de Tropas Paraquedistas.
Em 2004, no posto de Tenente-coronel, assumiu as funções de porta-voz do Exército Português, como Chefe da Secção de Informação, Protocolo e Relações Públicas (SIPRP) do gabinete CEME.
Em 2009, chefiou o Estado-Maior da Brigada de Reação Rápida, funções que desempenhou até 2011.
Em 2013, foi promovido ao posto de Coronel e foi nomeado Comandante da Escola de Tropas Paraquedistas (atual Regimento de Paraquedistas), tendo sido substituído pelo Coronel Hilário Peixeiro, em 2016.
Após abandonar o comando do Regimento de Paraquedistas, foi nomeado Chefe do Departamento de Avaliação e Qualidade da Academia Militar, em 2017.

### Comandos exercidos
- 2004 a 2006 — Chefe da Secção de Informação, Protocolo e Relações Públicas (SIPRP) do gabinete CEME;[1][2][3]
- 2009 a 2011 — Chefe do Estado-Maior da Brigada de Reação Rápida;[4]
- 2013 a 2016 — Comandante do Regimento de Paraquedistas;[6][7]
- 2017 — Chefe do Departamento de Avaliação e Qualidade da Academia Militar;[8]

## Caso dos Paióis de Tancos
Em 2017, na sequência do Caso dos Paióis de Tancos, Vasco Pereira foi interrogado várias vezes em Comissão Parlamentar de Inquérito, por ter comandado uma das Unidades Militares que garantiam a segurança dos Paióis Nacionais de Tancos (Regimento de Paraquedistas), meses antes do assalto ter ocorrido.

Durante um dos interrogatórios, Vasco Pereira considerou que o efetivo habitual de oito sentinelas era "justo" e "suficiente":
"As missões militares, normalmente, traduzem-se por uma justeza de recursos. Os recursos são escassos, todos eles, e, portanto, normalmente as missões militares dispõem dos recursos estritamente necessários ao seu cumprimento. É uma característica. Dito isto, não podemos dizer que oito homens permitam uma grande folga, mas também verifiquei os relatórios e efetivamente é-me referido que é um efetivo justo, suficiente."
Coronel Vasco Pereira, Comissão Parlamentar de Inquérito
Ainda no contexto da Comissão Parlamentar de Inquérito, Vasco Pereira afirmou que a exoneração dos cinco comandantes das Unidades Militares que forneciam sentinelas para os Paióis Nacionais de Tancos "causou mal-estar no Exército". e considerou que o assalto tinha sido perpetrado por "um bando de amadores".

## Condecorações
- Medalha de Prata de Serviços Distintos, 2005;[14]
- Medalha de D. Afonso Henriques - 2ª Classe, 2014;[15]
- Medalha de Mérito Militar - 1ª Classe, 2017.[16]